# Chiesa di Gesù Divin Salvatore
La chiesa di Gesù Divin Salvatore è una chiesa di Roma, nella zona Tor de' Cenci, in via Romolo Gigliozzi.
Essa è stata costruita nella prima metà degli anni novanta del XX secolo e fu solennemente consacrata dal cardinale Camillo Ruini l'11 giugno 1995. Nel novembre dello stesso anno ha accolto la visita di papa Giovanni Paolo II.
La chiesa è sede parrocchiale, istituita nel 1777 col nome di “parrocchia dei santi Martino e Antonio abate a Castel di Decima” dal cardinale Ludovico Maria Torriggiani, segretario di Stato di papa Clemente XIII. Essa aveva sede nella cappella privata del castello di Decima (vedi chiesa di Sant'Andrea apostolo in Castel di Decima), i cui proprietari esercitavano il diritto di patronato, e apparteneva all'antica diocesi di Ostia (fino al 1924). Con la costruzione dell'attuale sede, la parrocchia ha cambiato nome in quello attuale, ed è affidata dal 1982 ai padri Salvatoriani.
Dall'agosto 2010 i sacerdoti diocesani hanno preso il posto dei padri salvatoriani.
Peculiarità della chiesa, dal punto di vista architettonico, è la sua forma a tenda, con la cuspide che si erge in altezza perpendicolarmente all'altare maggiore.